# ¿Are You Liberated?
¿Are You Liberated? är skabandet Liberators fjärde fullängdsalbum, utgivet 2003 på National.

## Låtlista
1. "24"
2. "Ignorance a Bliss"
3. "Consequence of You"
4. "Happy Man"
5. "Special Friend"
6. "Won't Go Away"
7. "Working Poor"
8. "Can't Let Go"
9. "You Came Along"
10. "Kamikaze Kid"

## Singlar från albumet
- Consequence of You

1. "Consequence of You"
2. Evil Streak

- Won't Go Away

1. "Won't Go Away"
2. "Happiness"